# Karin Ontiveros
Karin Ontiveros (Amatitán, 5 febbraio 1988) è una modella messicana, incoronata Nuestra Belleza México 2010.

## Biografia
Figlia di Raúl Ontiveros e Paula Meza, Karin Ontiveros è nata a Amatitán, nella provincia di Jalisco. Studentessa di design industriale presso l'università di Guadalajara, ha due fratelli.
La Ontiveros è stata incoronata Nuestra Belleza Jalisco la notte del 22 luglio 2010, e successivamente ha rappresentato il proprio stato nel concorso nazionale, che si è tenuto a Saltillo. Battendo le altre trenta concorrenti, la Ontiveros è diventata la terza Miss Messico consecutiva di Jalisco, vincendo il titolo il 25 settembre 2010. È stata incoronata dalla Miss Messico uscente, e Miss Universo in carica, Ximena Navarrete.
Grazie a questa vittoria, Karin Ontiveros ha avuto la possibilità di rappresentare il Messico a Miss Universo 2011.